# Филлипс, Мелани
Мелани Филлипс (англ. Melanie Phillips, род. 4 июня 1951 года, Великобритания) — британская журналистка, литератор и издатель консервативного направления. В разные годы сотрудничала с различными ведущими изданиями Великобритании, такими как The Times, The Spectator (1828), Daily Mail, New Statesman и The Guardian. Также сотрудничает с Jerusalem Post и Jewish Chronicle. Начинала как лейбористка, затем сместилась резко вправо. Определяет свою политическую позицию как классический либерализм, критикуя с социально-консервативные позиций эгалитарное образование и педагогику Дьюи, «культурный марксизм», мультикультурализм, Барака Обаму, однополые гражданские партнёрства и научный консенсус в вопросе глобального потепления. Автор бестселлера «Лондонистан» (2006).